# Fléville-devant-Nancy
 Fléville-devant-Nancy  es una población y comuna francesa, en la región de Lorena, departamento de Meurthe y Mosela, en el distrito de Nancy y cantón de Tomblaine.

## Demografía
| 346 | 323 | 1578 | 2009 | 2751 | 2624 |
| Para los censos de 1962 a 1999 la población legal corresponde a la población sin duplicidades (Fuente: INSEE [Consultar]) |     |      |      |      |      |